# دايفيد ديفيز (مغني)
دايفيد ديفيز (بالويلزية: David Ffrangcon-Davies )‏ (و. 1855 – 1918 م) هو مغني، ومغني أوبرا، ومعلم موسيقى، وكاتب من ويلز، والمملكة المتحدة لبريطانيا العظمى وأيرلندا، كان عضوًا في الأكاديمية الملكية للموسيقى، توفي عن عمر يناهز 63 عاماً.

## التعليم
تعلم في كلية يسوع (أكسفورد)
.